# Гиртоп (Теленештський район)
Гиртоп (рум. Hîrtop) — село у Теленештському районі Молдови. Входить до складу комуни, адміністративним центром якої є село Піструєнь.

## Населення
За даними перепису населення 2004 року у селі проживали 266 осіб.
Національний склад населення села:
| Національність | Кількість осіб | Відсоток |
| -------------- | -------------- | -------- |
| молдавани      | 264            | 99,2%    |
| росіяни        | 2              | 0,8%     |
| Всього         | 266            | 100%     |